# Jean Beausejour
Jean André Emanuel Beausejour Coliqueo (Santiago de Chile, 1 juni 1984) is een Chileens voetballer die doorgaans als linksback of linkermiddenvelder speelt. Hij verruilde in 2014 Wigan Athletic voor Colo-Colo. In 2004 debuteerde hij in het Chileens voetbalelftal.

## Clubcarrière
Beausejour is een zoon van een Haïtaanse vader en een Chileense moeder. Hij stroomde door vanuit de jeugd van Universidad Católica en werd daarna uitgeleend aan Club Deportivo Universidad de Concepción, een andere Chileense voetbalclub. Na passages bij Servette Genève en Gremio waagde hij de stap naar de Belgische club KAA Gent. Hij kreeg echter geen kans van trainer Georges Leekens, omdat spelmaker Christophe Grégoire en opkomend talent Bryan Ruiz op zijn favoriete positie stonden. Beausejour bleef uiteindelijk een seizoen en speelde geen officiële wedstrijden voor Gent.
Hij trok terug naar zijn vaderland en ging voetballen voor Cobreloa en later CD O'Higgins. Opnieuw viel hij op en in 2009 tekende hij een contract bij de Mexicaanse topclub Club América. Hij speelde daar een succesvol seizoen, maar ook hier bleef hij niet langer dan één jaar. Deze keer tekende hij net voor het verstrijken van de transferdeadline bij Premier League-club Birmingham City. Bij die club speelde hij in totaal negenendertig competitiewedstrijden, waarin hij driemaal tot scoren kwam. Op 25 januari 2012 tekende hij een contract bij Wigan Athletic tot de zomer 2014. In de 2012/13 en 2013/14 was Beausejour een basiskracht in het elftal van Wigan.

## Interlandcarrière
Jean Beausejour maakte in 2004 zijn debuut in het Chileens voetbalelftal. Met Chili was hij actief op het wereldkampioenschap voetbal 2010 in Zuid-Afrika, waar hij op 16 juni 2010 het enige doelpunt maakte in de met 1–0 gewonnen groepswedstrijd tegen Honduras. Op 9 november 2011 raakte Beausejour in opspraak, omdat bondscoach Claudio Borghi hem en vier andere internationals uit zijn selectie verwijderde in de aanloop naar de WK-kwalificatieduels tegen Uruguay en Paraguay. Het vijftal, met verder Jorge Valdivia, Carlos Carmona, Gonzalo Jara en Arturo Vidal zou te laat zijn komen opdagen bij een training nadat zij dronken waren teruggekomen na een avondje vrijaf. "Drie kwartier later dan afgesproken en in een staat die niet bij een profvoetballer past", zei Borghi. In mei 2014 werd hij door bondscoach Ange Postecoglou opgenomen in de selectie voor het wereldkampioenschap voetbal 2014 in Brazilië, waar hij op 13 juni 2014 trefzeker was in het groepsduel tegen Australië (3–1). Beausejour maakte ook deel uit van de Chileense teams die de Copa América 2015 en de Copa América Centenario wonnen.

## Erelijst
| Competitie                          |                      |                      |                      |                      |
| Competitie                          | Aantal               | Jaren                |                      |                      |
| Universidad Católica                | Universidad Católica | Universidad Católica | Universidad Católica | Universidad Católica |
| ----------------------------------- | -------------------- | -------------------- | -------------------- | -------------------- |
| Primera División (Winnaar Apertura) | 1x                   | 2002                 |                      |                      |
| Grêmio                              |                      |                      |                      |                      |
| Kampioen Série B                    | 1x                   | 2005                 |                      |                      |
| Birmingham City                     |                      |                      |                      |                      |
| League Cup                          | 1x                   | 2010/11              |                      |                      |
| Wigan Athletic                      |                      |                      |                      |                      |
| FA Cup                              | 1x                   | 2012/13              |                      |                      |
| Colo-Colo                           |                      |                      |                      |                      |
| Primera División (Winnaar Apertura) | 1x                   | 2015                 |                      |                      |

| Competitie         | Winnaar | Winnaar    | Runner-up | Runner-up | Derde  | Derde |
| Competitie         | Aantal  | Jaren      | Aantal    | Jaren     | Aantal | Jaren |
| Chili              | Chili   | Chili      | Chili     | Chili     | Chili  | Chili |
| ------------------ | ------- | ---------- | --------- | --------- | ------ | ----- |
| Copa América       | 2×      | 2015, 2016 |           |           |        |       |
| Confederations Cup |         |            | 1x        | 2017      |        |       |